# Marroni del Monfenera

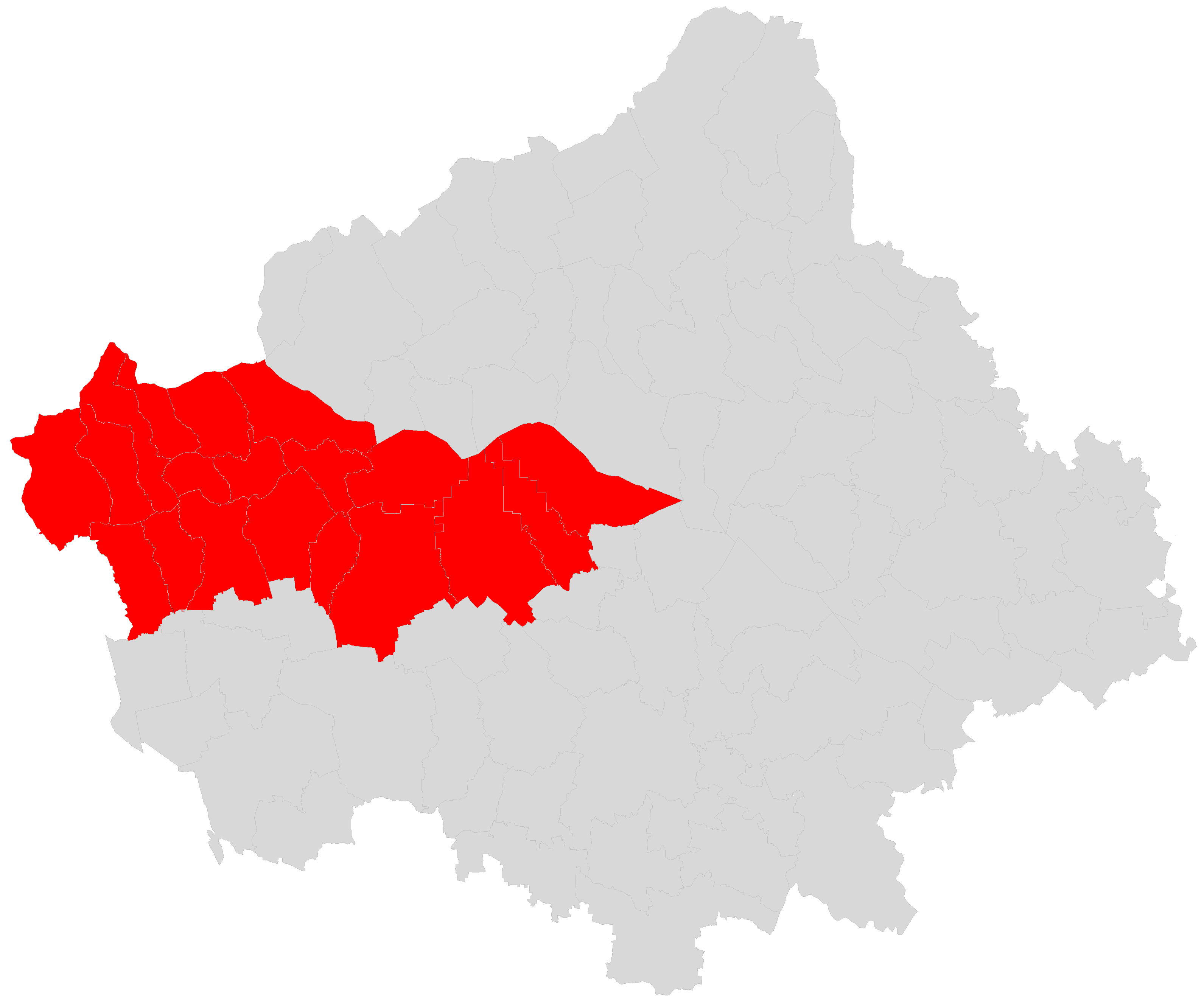
Mappa della provincia di Treviso in cui è evidenziata l'area di produzione.

I Marroni del Monfenera sono un prodotto agricolo tipico del Veneto, a cui è stato riconosciuto il marchio I.G.P.
La coltivazione coinvolge 19 comuni della provincia di Treviso, compresi tra la pedemontana del Grappa e il Montello.
Il "Marrone del Monfenera" è il frutto di una specifica cultivar del castagno (Castanea sativa).

## Storia
La coltivazione del castagno è documentata nella zona sin dal 1351, sia come risorsa alimentare, sia come fonte di legname. Il prodotto contribuiva enormemente all'economia della zona, venendo esportato anche a Treviso e Venezia.
La castanicoltura ebbe nei secoli alterne fortune sino alla metà dell'Ottocento quando, sotto il Regno Lombardo-Veneto, vennero censiti e catalogati i castagneti della zona a seconda della qualità e la classe dei frutti. Una vera ripresa si ebbe però dal 1980 circa, favorita anche dall'organizzazione di numerosi eventi quali la Mostra Mercato dei Marroni del Monfenera (a Pederobba dal 1970).